# Спеса
Спеса (итал. Spessa) је насеље у Италији у округу Павија, региону Ломбардија.
Према процени из 2011. у насељу је живело 363 становника. Насеље се налази на надморској висини од 62 м.

## Становништво
Према резултатима пописа становништва 2011. у општини је живело 602 становника.
| 1931. | 1936. | 1951. | 1961. | 1971. | 1981. | 1991. | 2001. | 2011. |
| ----- | ----- | ----- | ----- | ----- | ----- | ----- | ----- | ----- |
| 681   | 659   | 637   | 525   | 398   | 389   | 468   | 525   | 602   |